# G! Festival
Le G! Festival, est un festival de musique organisé chaque été sur le territoire de la municipalité de Gøta, située sur l'île d'Eysturoy qui fait partie de l'archipel des Féroé. Le festival présente une trentaine de groupes féroïens et scandinaves de tous styles.

## Présentation
Le fondateur du G! Festival est Jón Tyril, ancien guitariste du groupe Clickhaze. G! est organisé depuis 2002 afin de présenter au public des artistes locaux. La programmation compte également des groupes étrangers, principalement scandinaves.
Le festival attire environ 5 000 spectateurs, venus de toute l'Europe. La scène principale est située sur une plage, une seconde scène occupe un terrain de football.
En 2009, des artistes féroïens comme Teitur Lassen et Boys in a Band (en) se produisent, ainsi que le groupe norvégien Katzenjammer et les danois Veto.
L'édition 2010 accueille notamment le groupe danois Nephew, les islandais d'FM Belfast, le groupe de death metal suédois Arch Enemy, ainsi que des artistes féroïens tels que le groupe de viking metal Týr et la chanteuse Eivør Pálsdóttir,.
En 2012, les concerts de trois artistes internationaux, dont John Grant et Veronica Maggio, sont annulés. Leur avion ne peut se poser en raison du brouillard et ils sont remplacés par des musiciens locaux.
En 2017, le G!festival accueille notamment les danois MØ et Suspekt (en), Kristoffer Kristofferson, Bilderbuch, Alphaville, Bombino, Monophonics, Fil Bo Riva, Baskery, le groupe islandais Reykjavíkurdætur, Brothers Moving, Desert Mountain Tribe, Teitur, Konni Kass, 200, Orka Elinborg, Son of Fortune, Frederik Elsner.